# رياض المعطي
رياض المعطي هو فيلم تلفزيوني مغربي من إخراج إدريس الإدريسي سنة 2011، وبطولة كل من عبد اللطيف هلال، الهاشمي بنعمرو، محمد خيي، رشيدة الحراق، هشام بهلول، سكينة الفضايلي، محمد الشوبي، هشام الوالي، وآخرون.

## القصة
تدور أحداث الفيلم، الذي صور بكل من مدينتي الصويرة والرباط، حول "الرياض"، المنزل التاريخي والأثري، الذي يملكه «المعطي» ويحاول بعض السماسرة وعلى رأسهم أخ الحاج حمان، دفع المعطي لبيعه بأي شكل من الأشكال، إذ يلجأ في البداية إلى تهديده، وبعدها ينفذ تهديداته، بحرق مركب الصيد الوحيد، الذي يملكه، والاعتداء عليه جسديا، لينتهي المطاف به إلى محاولة قتله، من أجل أن يحصل على الرياض ويبيعه لرجال أعمال أجانب، يحولونه إلى مطعم أو ملهى، كما هو الشأن مع رياض الحاج حمان، الذي لقي المصير نفسه، بسبب مشاكل الإرث.
لكن الحاج المعطي يصر على موقفه، ويتشبث بالرياض، رمز هويته الوطنية، ويقف حجرة عثرة أمام السمسار وتحقيق مآربه، وفي خضم تلك الأحداث، يسلط المخرج الضوء على بعض المشاكل العائلية، فيظهر ابن جديد للمعطي من زوجته الأولى، يلعب دوره هشام بهلول، يأتي من الرباط إلى الصويرة، بعد إبلاغه بحقيقة نسبه من طرف السمسار، ليتعرف على والده، فتشاء الأقدار أن يساعد والده في محنته، وأن يقترن بابنة، صديق والده، وينتهي الشريط بحفل الزفاف.

## روابط خارجية
- رياض المعطي على موقع قناة الأولى